# Agaricus gennadii
Agaricus gennadii är en svampart som först beskrevs av Chatin & Boud., och fick sitt nu gällande namn av Peter D. Orton 1960. Agaricus gennadii ingår i släktet champinjoner och familjen Agaricaceae.   Inga underarter finns listade i Catalogue of Life.